# Liste der Nummer-eins-Hits in Österreich (1999)
Diese Liste enthält alle Nummer-eins-Hits in Österreich im Jahr 1999. Sie basiert auf den Top 75 der österreichischen Charts bei den Singles und bei den Alben. Es gab in diesem Jahr 14 Nummer-eins-Singles und 15 Nummer-eins-Alben.

## Singles
| ← 1998 ← | Liste der Nummer-eins-Hits in Österreich | Liste der Nummer-eins-Hits in Österreich | Liste der Nummer-eins-Hits in Österreich                                                                           | 2000 →                    |
| \| Zeitraum \| Wo. ges. \| Interpret \| Titel Autor(en) \| Zusätzliche Informationen \| \| (Zeitraum, Wochen auf Platz eins, Interpret, Titel, Autor[en], zusätzliche Informationen) \| \| \| \| \| \| ----------------------------------------------------------------------------------------- \| -------- \| ------------------------ \| ------------------------------------------------------------------------------------------------------------------ \| ------------------------- \| \| 13. Dezember 1998 – 30. Januar 1999 7 Wochen \| 7 \| Emilia \| Big Big World Emilia Hanna Rydberg, Lars Olof Stig Andersson \| – \| \| 31. Januar 1999 – 27. Februar 1999 4 Wochen \| 4 \| Liquido \| Narcotic Wolfgang Schrödl \| – \| \| 28. Februar 1999 – 20. März 1999 3 Wochen \| 3 \| A klana Indiana \| A klana Indiana Musik: Thomas Ernst Lee Ebner, Claus Marcus; Text: Johannes Hinterleitner, Claus Marcus \| – \| \| 21. März 1999 – 15. Mai 1999 8 Wochen \| 8 \| Britney Spears \| … Baby One More Time Martin Karl Sandberg \| – \| \| 16. Mai 1999 – 22. Mai 1999 1 Woche (insgesamt 2) \| 2 \| Backstreet Boys \| I Want It That Way Martin Karl Sandberg, Andreas Mikael Carlsson \| – \| \| 23. Mai 1999 – 29. Mai 1999 1 Woche \| 1 \| Mr. Oizo \| Flat Beat Quentin Benoit Dupieux \| – \| \| 30. Mai 1999 – 5. Juni 1999 1 Woche (insgesamt 2) \| 2 \| Backstreet Boys \| I Want It That Way Martin Karl Sandberg, Andreas Mikael Carlsson \| – \| \| 6. Juni 1999 – 19. Juni 1999 2 Wochen \| 2 \| A klana Indiana \| Uiii, is des bled! Klaus Biedermann, Claus Marcus, Christian Seitz \| – \| \| 20. Juni 1999 – 21. August 1999 9 Wochen \| 9 \| Lou Bega \| Mambo No. 5 (A Little Bit Of …) Musik: Dámaso Pérez Prado; zusätzlicher Text: Christian Pletschacher, David Lubega \| – \| \| 22. August 1999 – 9. Oktober 1999 7 Wochen \| 7 \| Eiffel 65 \| Blue (Da Ba Dee) Musik: Maurizio Lobina, Gianfranco Randone; Text: Massimo Gabutti, Maurizio Lobina \| – \| \| 10. Oktober 1999 – 6. November 1999 4 Wochen \| 4 \| Christina Aguilera \| Genie in a Bottle Pamela Eileen Sheyne, David Martin Frank, Steve Kipner \| – \| \| 7. November 1999 – 27. November 1999 3 Wochen \| 3 \| E Nomine \| Vater Unser Friedrich Graner, Christian M. Weller \| – \| \| 28. November 1999 – 18. Dezember 1999 3 Wochen \| 3 \| Oli.P \| So bist du (und wenn du gehst …) Musik: Peter Maffay; Text: Bernd Meinunger \| – \| \| 19. Dezember 1999 – 27. Januar 2000 6 Wochen \| 6 \| Stefan Raab & Truck Stop \| Maschen-Draht-Zaun Musik: Stefan Raab; Text: Stefan Raab, Jens Bujar \| – \| |                                          |                                          | |                           |
| ← 1998 |                                          |                                          | | → 2000 →                  |
| Zeitraum | Wo. ges.                                 | Interpret                                | Titel Autor(en) | Zusätzliche Informationen |
| (Zeitraum, Wochen auf Platz eins, Interpret, Titel, Autor[en], zusätzliche Informationen) |                                          |                                          | |                           |
| 13. Dezember 1998 – 30. Januar 1999 7 Wochen | 7                                        | Emilia                                   | Big Big World Emilia Hanna Rydberg, Lars Olof Stig Andersson                                                       | –                         |
| 31. Januar 1999 – 27. Februar 1999 4 Wochen | 4                                        | Liquido                                  | Narcotic Wolfgang Schrödl                                                                                          | –                         |
| 28. Februar 1999 – 20. März 1999 3 Wochen | 3                                        | A klana Indiana                          | A klana Indiana Musik: Thomas Ernst Lee Ebner, Claus Marcus; Text: Johannes Hinterleitner, Claus Marcus            | –                         |
| 21. März 1999 – 15. Mai 1999 8 Wochen | 8                                        | Britney Spears                           | … Baby One More Time Martin Karl Sandberg                                                                          | –                         |
| 16. Mai 1999 – 22. Mai 1999 1 Woche (insgesamt 2) | 2                                        | Backstreet Boys                          | I Want It That Way Martin Karl Sandberg, Andreas Mikael Carlsson                                                   | –                         |
| 23. Mai 1999 – 29. Mai 1999 1 Woche | 1                                        | Mr. Oizo                                 | Flat Beat Quentin Benoit Dupieux                                                                                   | –                         |
| 30. Mai 1999 – 5. Juni 1999 1 Woche (insgesamt 2) | 2                                        | Backstreet Boys                          | I Want It That Way Martin Karl Sandberg, Andreas Mikael Carlsson                                                   | –                         |
| 6. Juni 1999 – 19. Juni 1999 2 Wochen | 2                                        | A klana Indiana                          | Uiii, is des bled! Klaus Biedermann, Claus Marcus, Christian Seitz                                                 | –                         |
| 20. Juni 1999 – 21. August 1999 9 Wochen | 9                                        | Lou Bega                                 | Mambo No. 5 (A Little Bit Of …) Musik: Dámaso Pérez Prado; zusätzlicher Text: Christian Pletschacher, David Lubega | –                         |
| 22. August 1999 – 9. Oktober 1999 7 Wochen | 7                                        | Eiffel 65                                | Blue (Da Ba Dee) Musik: Maurizio Lobina, Gianfranco Randone; Text: Massimo Gabutti, Maurizio Lobina                | –                         |
| 10. Oktober 1999 – 6. November 1999 4 Wochen | 4                                        | Christina Aguilera                       | Genie in a Bottle Pamela Eileen Sheyne, David Martin Frank, Steve Kipner                                           | –                         |
| 7. November 1999 – 27. November 1999 3 Wochen | 3                                        | E Nomine                                 | Vater Unser Friedrich Graner, Christian M. Weller                                                                  | –                         |
| 28. November 1999 – 18. Dezember 1999 3 Wochen | 3                                        | Oli.P                                    | So bist du (und wenn du gehst …) Musik: Peter Maffay; Text: Bernd Meinunger                                        | –                         |
| 19. Dezember 1999 – 27. Januar 2000 6 Wochen | 6                                        | Stefan Raab & Truck Stop                 | Maschen-Draht-Zaun Musik: Stefan Raab; Text: Stefan Raab, Jens Bujar                                               | –                         |

## Alben
| ← 1998 ← | Liste der Nummer-eins-Alben in Österreich | Liste der Nummer-eins-Alben in Österreich | Liste der Nummer-eins-Alben in Österreich    | 2000 →                    |
| \| Zeitraum \| Wo. ges. \| Interpret \| Titel \| Zusätzliche Informationen \| \| (Zeitraum, Wochen auf Platz eins, Interpret, Titel, zusätzliche Informationen) \| \| \| \| \| \| ------------------------------------------------------------------------------ \| -------- \| ---------------------- \| -------------------------------------------- \| ------------------------- \| \| 15. November 1998 – 6. Februar 1999 12 Wochen \| 12 \| U2 \| The Best of 1980–1990 \| – \| \| 7. Februar 1999 – 6. März 1999 4 Wochen \| 4 \| Cher \| Believe \| – \| \| 7. März 1999 – 27. März 1999 3 Wochen \| 3 \| Falco \| The Final Curtain – The Ultimate Best Of \| – \| \| 28. März 1999 – 8. Mai 1999 6 Wochen \| 6 \| The Offspring \| Americana \| – \| \| 9. Mai 1999 – 29. Mai 1999 3 Wochen \| 3 \| Die Fantastischen Vier \| 4:99 \| – \| \| 30. Mai 1999 – 19. Juni 1999 3 Wochen \| 3 \| Backstreet Boys \| Millennium \| – \| \| 20. Juni 1999 – 31. Juli 1999 6 Wochen \| 6 \| Albano Carrisi \| Volare \| – \| \| 1. August 1999 – 28. August 1999 4 Wochen \| 4 \| Lou Bega \| A Little Bit of Mambo \| – \| \| 29. August 1999 – 2. Oktober 1999 5 Wochen \| 5 \| Whitney Houston \| My Love Is Your Love \| – \| \| 3. Oktober 1999 – 9. Oktober 1999 1 Woche \| 1 \| (Soundtrack) \| Eiskalte Engel \| – \| \| 10. Oktober 1999 – 16. Oktober 1999 1 Woche \| 1 \| Sting \| Brand New Day \| – \| \| 17. Oktober 1999 – 6. November 1999 3 Wochen \| 3 \| Bloodhound Gang \| Hooray for Boobies \| – \| \| 7. November 1999 – 20. November 1999 2 Wochen \| 2 \| Eric Clapton \| Clapton Chronicles: The Best of Eric Clapton \| – \| \| 21. November 1999 – 27. November 1999 1 Woche \| 1 \| Cher \| The Greatest Hits \| – \| \| 28. November 1999 – 15. Januar 2000 7 Wochen \| 7 \| Céline Dion \| All the Way... A Decade of Song \| – \| |                                           |                                           |                                              |                           |
| ← 1998 |                                           |                                           |                                              | → 2000 →                  |
| Zeitraum | Wo. ges.                                  | Interpret                                 | Titel                                        | Zusätzliche Informationen |
| (Zeitraum, Wochen auf Platz eins, Interpret, Titel, zusätzliche Informationen) |                                           |                                           |                                              |                           |
| 15. November 1998 – 6. Februar 1999 12 Wochen | 12                                        | U2                                        | The Best of 1980–1990                        | –                         |
| 7. Februar 1999 – 6. März 1999 4 Wochen | 4                                         | Cher                                      | Believe                                      | –                         |
| 7. März 1999 – 27. März 1999 3 Wochen | 3                                         | Falco                                     | The Final Curtain – The Ultimate Best Of     | –                         |
| 28. März 1999 – 8. Mai 1999 6 Wochen | 6                                         | The Offspring                             | Americana                                    | –                         |
| 9. Mai 1999 – 29. Mai 1999 3 Wochen | 3                                         | Die Fantastischen Vier                    | 4:99                                         | –                         |
| 30. Mai 1999 – 19. Juni 1999 3 Wochen | 3                                         | Backstreet Boys                           | Millennium                                   | –                         |
| 20. Juni 1999 – 31. Juli 1999 6 Wochen | 6                                         | Albano Carrisi                            | Volare                                       | –                         |
| 1. August 1999 – 28. August 1999 4 Wochen | 4                                         | Lou Bega                                  | A Little Bit of Mambo                        | –                         |
| 29. August 1999 – 2. Oktober 1999 5 Wochen | 5                                         | Whitney Houston                           | My Love Is Your Love                         | –                         |
| 3. Oktober 1999 – 9. Oktober 1999 1 Woche | 1                                         | (Soundtrack)                              | Eiskalte Engel                               | –                         |
| 10. Oktober 1999 – 16. Oktober 1999 1 Woche | 1                                         | Sting                                     | Brand New Day                                | –                         |
| 17. Oktober 1999 – 6. November 1999 3 Wochen | 3                                         | Bloodhound Gang                           | Hooray for Boobies                           | –                         |
| 7. November 1999 – 20. November 1999 2 Wochen | 2                                         | Eric Clapton                              | Clapton Chronicles: The Best of Eric Clapton | –                         |
| 21. November 1999 – 27. November 1999 1 Woche | 1                                         | Cher                                      | The Greatest Hits                            | –                         |
| 28. November 1999 – 15. Januar 2000 7 Wochen | 7                                         | Céline Dion                               | All the Way... A Decade of Song              | –                         |

## Jahreshitparaden
| ← 1998 ← | Liste der Nummer-eins-Hits in Österreich | Liste der Nummer-eins-Hits in Österreich       | Liste der Nummer-eins-Hits in Österreich | 2000 →   |
| \| Singles \| Position# \| Alben \| \| ---------------------------------------------------------------------------------------------------------------------------------------------------------------------------------------------------------------------------------------- \| --------- \| ---------------------------------------------- \| \| Mambo No. 5 (A Little Bit Of …) Lou Bega Dámaso Pérez Prado \| 1 \| Americana The Offspring \| \| A klana Indiana Musik: Thomas Ernst Lee Ebner, Claus Marcus; Text: Johannes Hinterleitner, Claus Marcus \| 2 \| My Love Is Your Love Whitney Houston \| \| … Baby One More Time Britney Spears Martin Karl Sandberg \| 3 \| Believe Cher \| \| Blue (Da Ba Dee) Eiffel 65 Maurizio Lobina, Gianfranco Randone \| 4 \| … Baby One More Time Britney Spears \| \| Narcotic Liquido Wolfgang Schrödl \| 5 \| The Final Curtain – The Ultimate Best Of Falco \| \| My Love Is Your Love Whitney Houston Musik: Jerry Duplessis, Nel Wyclef Jean; Text: Nel Wyclef Jean \| 6 \| The Best of 1980–1990 U2 \| \| Big Big World Emilia Emilia Hanna Rydberg, Lars Olof Stig Andersson \| 7 \| Volare Albano Carrisi \| \| Uiii, is des bled! A klana Indiana Klaus Biedermann, Claus Marcus, Christian Seitz \| 8 \| 4:99 Die Fantastischen Vier \| \| Genie in a Bottle Christina Aguilera Pamela Eileen Sheyne, David Martin Frank, Steve Kipner \| 9 \| Millennium Backstreet Boys \| \| Pretty Fly (for a White Guy) The Offspring Bryan Keith Holland, Thomas Sylvester Allen, Harold Ray Brown I, Howard E. Scott, Morris Dewayne Dickerson, Gerald Goldstein, Le Roy Lonnie Jordan, Charles William Miller, Lee Oskar Levitin \| 10 \| Dedicated to… Sasha \| |                                          |                                                |                                          |          |
| ← 1998 |                                          |                                                |                                          | → 2000 → |
| Singles | Position#                                | Alben                                          |                                          |          |
| Mambo No. 5 (A Little Bit Of …) Lou Bega Dámaso Pérez Prado | 1                                        | Americana The Offspring                        |                                          |          |
| A klana Indiana Musik: Thomas Ernst Lee Ebner, Claus Marcus; Text: Johannes Hinterleitner, Claus Marcus | 2                                        | My Love Is Your Love Whitney Houston           |                                          |          |
| … Baby One More Time Britney Spears Martin Karl Sandberg | 3                                        | Believe Cher                                   |                                          |          |
| Blue (Da Ba Dee) Eiffel 65 Maurizio Lobina, Gianfranco Randone | 4                                        | … Baby One More Time Britney Spears            |                                          |          |
| Narcotic Liquido Wolfgang Schrödl | 5                                        | The Final Curtain – The Ultimate Best Of Falco |                                          |          |
| My Love Is Your Love Whitney Houston Musik: Jerry Duplessis, Nel Wyclef Jean; Text: Nel Wyclef Jean | 6                                        | The Best of 1980–1990 U2                       |                                          |          |
| Big Big World Emilia Emilia Hanna Rydberg, Lars Olof Stig Andersson | 7                                        | Volare Albano Carrisi                          |                                          |          |
| Uiii, is des bled! A klana Indiana Klaus Biedermann, Claus Marcus, Christian Seitz | 8                                        | 4:99 Die Fantastischen Vier                    |                                          |          |
| Genie in a Bottle Christina Aguilera Pamela Eileen Sheyne, David Martin Frank, Steve Kipner | 9                                        | Millennium Backstreet Boys                     |                                          |          |
| Pretty Fly (for a White Guy) The Offspring Bryan Keith Holland, Thomas Sylvester Allen, Harold Ray Brown I, Howard E. Scott, Morris Dewayne Dickerson, Gerald Goldstein, Le Roy Lonnie Jordan, Charles William Miller, Lee Oskar Levitin | 10                                       | Dedicated to… Sasha                            |                                          |          |